# Distrito de Fraubrunnen
El Distrito de Fraubrunnen es uno de los antiguos veintiséis distritos del cantón de Berna (Suiza), ubicado al norte del cantón, tiene una superficie de 124 km². La capital del distrito era Fraubrunnen.

## Geografía
El distrito de Fraubrunnen hace parte de la región del Emmental. Limita al norte con el distrito de Wasseramt (SO), al este con Burgdorf, al sur con Berna, y al oeste con los distritos de Aarberg, Büren y Bucheggberg (SO).

## Historia
Antiguo convento de monjas cirtercianas, bailía de la ciudad de Berna (1528-1798), bailía del cantón de Berna desde 1803, y distrito desde 1831. En 1246, los condes Hartmann IV y Hartmann V de Kyburgo hicieron don de su alodio de Mülinen para fundar un convento de cistercianas, llamado Fons beate Marie, el cual estaba subyugado a la autoridad de la abadía de Frienisberg en 1249/1250. El protectorado pertenecía a los Kyburgo. Luego de la extinción de la dinastía en 1420, el convento pasa a manos de Berna, la cual ejercía la alta justicia ya desde 1406, como detentora del langraviato de Borgoña. 
El establecimiento de un plano rectangular, con una iglesia con una nava única (consacrada a la virgen), fue renovada luego de los incendios de 1280 y 1375. Aparte de sus posesiones primitivas (baja jurisdicción de Fraubrunnen, dominios propios, haberes y bosques), el convento recibió tierras y derechos de justicia en Grafenried (junto con el patronage en 1258), Zauggenried, Büren zum Hof, Limpach, Bittwil (Rapperswil), una parte de Schalunen, algunos dominios esparcidos y viñas al bordo del lago de Bienne. El convento poseía casas en Berna, Burgdorf y Soleura, donde también adquiriría la comburguesía. 
Fraubrunnen era una de las abadías más ricas sobre territorio bernés. Las monjas venían de familias de ministros y burgueses de Berna, Burgdorf y Soleura. Entre 1481 y 1512, Berna intenta restablecer la disciplina monástica, imponiendo notablemente la clausura de las monjas. La reforma protestante provoca la secularización del convento en 1528, las religiosas siendo indemnizadas. 
Berna crea a partir de los bienes secularizados la bailía de Fraubrunnen, la cual dependía de la alta justicia de Zollikofen. El antiguo convento fue transformado en sede de la justicia. La iglesia y el ala oriental fueron demolidas en 1535, y lo poco que quedó del claustro fue transformado en corredor para el edificio principal (1569-1574), el ala occidental fue transformada en granero (1647-1648).
Saqueado por los franceses en 1798, el castillo se convirtió en 1803 en la sede de la nueva bailía, y más tarde del distrito de Fraubrunnen, el cual fue considerablemente agrandado ya que le fueron anexados las antiguas bailías de Münchenbuchsee y de Landshut, las señorías de Jegenstorf y Urtenen-Mattstetten, así como Mülchi (jurisdicción de Venner), Iffwil (jurisdicción del hospital) y Zuzwil (jurisdicción libre de Dieterswil). Bittwil pasó a ser parte del distrito de Aarberg.
Actualmente el distrito cuenta con veintisiete comunas, lo que lo convierte en uno de los distritos con mayor número de comunas en el cantón de Berna. Luego de la reforma administrativa de 1996, hace parte del círculo judicial y catastral 5, en la región del Emmental-Oberaargau (Emmental-Alta Argovia). El distrito fue disuelto el 31 de diciembre de 2009. Sus comunas fueron absorbidas en su mayoría por el nuevo distrito administrativo de Berna-Mittelland, dos fueron atribuidas el distrito administrativo del Seeland (Bangerten y Ruppoldsried) y otras cuatro al distrito administrativo del Emmental (Bätterkinden, Utzenstorf, Wiler bei Utzenstorf y Zielebach).

## Comunas
El distrito está compuesto actualmente por veintisiete comunas:
| Comuna                      | Habitantes (31.12.2006) | Superficie en km² |
| --------------------------- | ----------------------- | ----------------- |
| Ballmoos                    | 54                      | 1,5               |
| Bangerten                   | 157                     | 2,2               |
| Bätterkinden                | 2850                    | 10,1              |
| Büren zum Hof               | 467                     | 3,5               |
| Deisswil bei Münchenbuchsee | 88                      | 2,1               |
| Diemerswil                  | 210                     | 2,8               |
| Etzelkofen                  | 334                     | 2,8               |
| Fraubrunnen                 | 1746                    | 7,7               |
| Grafenried                  | 927                     | 4,7               |
| Iffwil                      | 406                     | 5,0               |
| Jegenstorf                  | 4225                    | 7,4               |
| Limpach                     | 337                     | 4,4               |
| Mattstetten                 | 582                     | 3,8               |
| Moosseedorf                 | 3458                    | 6,3               |
| Mülchi                      | 259                     | 3,8               |
| Münchenbuchsee              | 9602                    | 8,9               |
| Münchringen                 | 560                     | 2,4               |
| Ruppoldsried                | 262                     | 2,2               |
| Schalunen                   | 383                     | 1,4               |
| Scheunen                    | 72                      | 2,0               |
| Urtenen-Schönbühl           | 5438                    | 7,2               |
| Utzenstorf                  | 3916                    | 17,0              |
| Wiggiswil                   | 98                      | 1,4               |
| Wiler bei Utzenstorf        | 797                     | 3,8               |
| Zauggenried                 | 315                     | 3,7               |
| Zielebach                   | 329                     | 1,9               |
| Zuzwil                      | 508                     | 3,5               |
| Total (27)                  | 38.380                  | 123,5             |